# Едуин Кенан
Ѐдуин Кѐнан (на английски: Edwin Cannan) е английски икономист и историк на науката.
Роден е на 3 февруари 1861 година във Фуншал на островите Мадейра в семейството на заможен английски търговец. Завършва Оксфордския университет, след което се занимава с история на икономическите теории, подлагайки на унищожителна критика класическата икономика. От 1895 година преподава в Лондонското училище по икономика, а от 1907 година до оттеглянето си през 1926 година е и негов ръководител, като изиграва важна роля за преориентирането на училището от първоначалния фабиански социализъм по-близо до възгледите на Алфред Маршал.
Едуин Кенан умира на 8 април 1935 година в Борнмът.